# 愛知県道277号野間河和線
愛知県道277号野間河和線（あいちけんどう277ごう のまこうわせん）は、愛知県知多郡美浜町内を通る一般県道である。

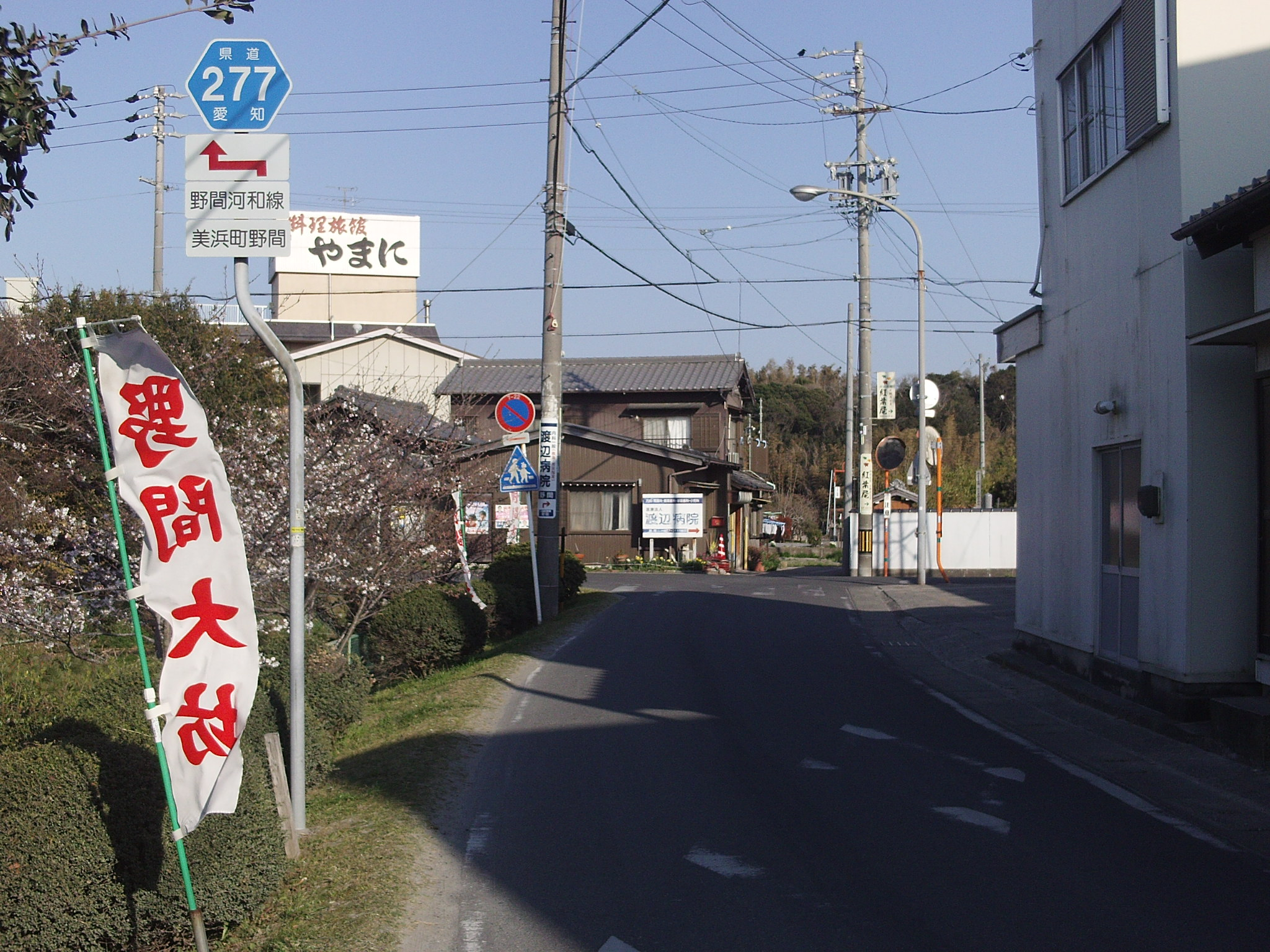
起点側の野間。やや入り組んだ道を通る。

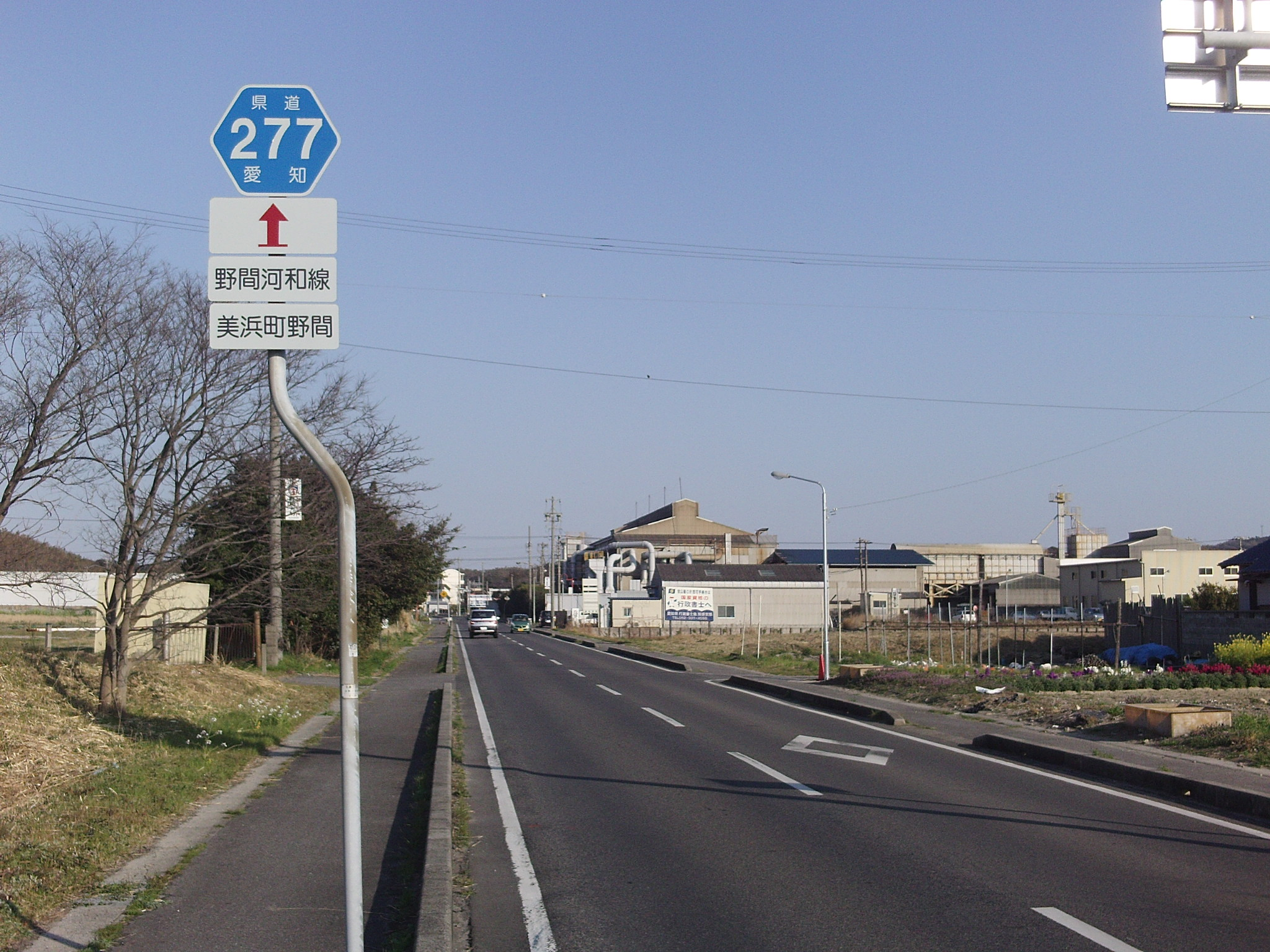
広く整備された野間のバイパス道路。常滑街道から野間駅にアクセスするには主要な道路である。

## 概要

### 路線データ
- 起点：愛知県知多郡美浜町大字野間
- 終点：愛知県知多郡美浜町大字河和

※ 国道247号・野間駅間にバイパス道路あり

## 沿革
- 1959年12月15日：認定

## 通過する自治体
- 愛知県
  - 知多郡美浜町

## 接続する道路
- 国道247号（常滑街道）
- 愛知県道276号奥田内福寺南知多線（芋沢交差点）
- 愛知県道275号奥田河和線
- 愛知県道274号小鈴谷河和線（美浜町役場東交差点）

## 沿線・周辺
- 美浜町立野間中学校
- 美浜町立野間保育園
- 名鉄知多新線 野間駅
- 野間大坊・源義朝墓
- 美浜町役場